# 國立中央大學客家學院
國立中央大學客家學院（College of Hakka Studies, National Central University）是國立中央大學的學院之一，該學院以客家族群的語言、文化與政治經濟等議題之教學研究為主。為全世界第一個以客家族群研究為主的學院，也是目前台灣大專院校唯二的客家文化相關學院（另一為國立陽明交通大學客家文化學院），該院目前設有「客家語文暨社會科學學系」與「法律與政府研究所」。
客家學院除了以社會科學方式研究客家議題以外，並結合桃園市社區資源成立「客家書院」，目前已在龍潭區、平鎮區、新屋區和中壢區成立客家書院。

## 歷史

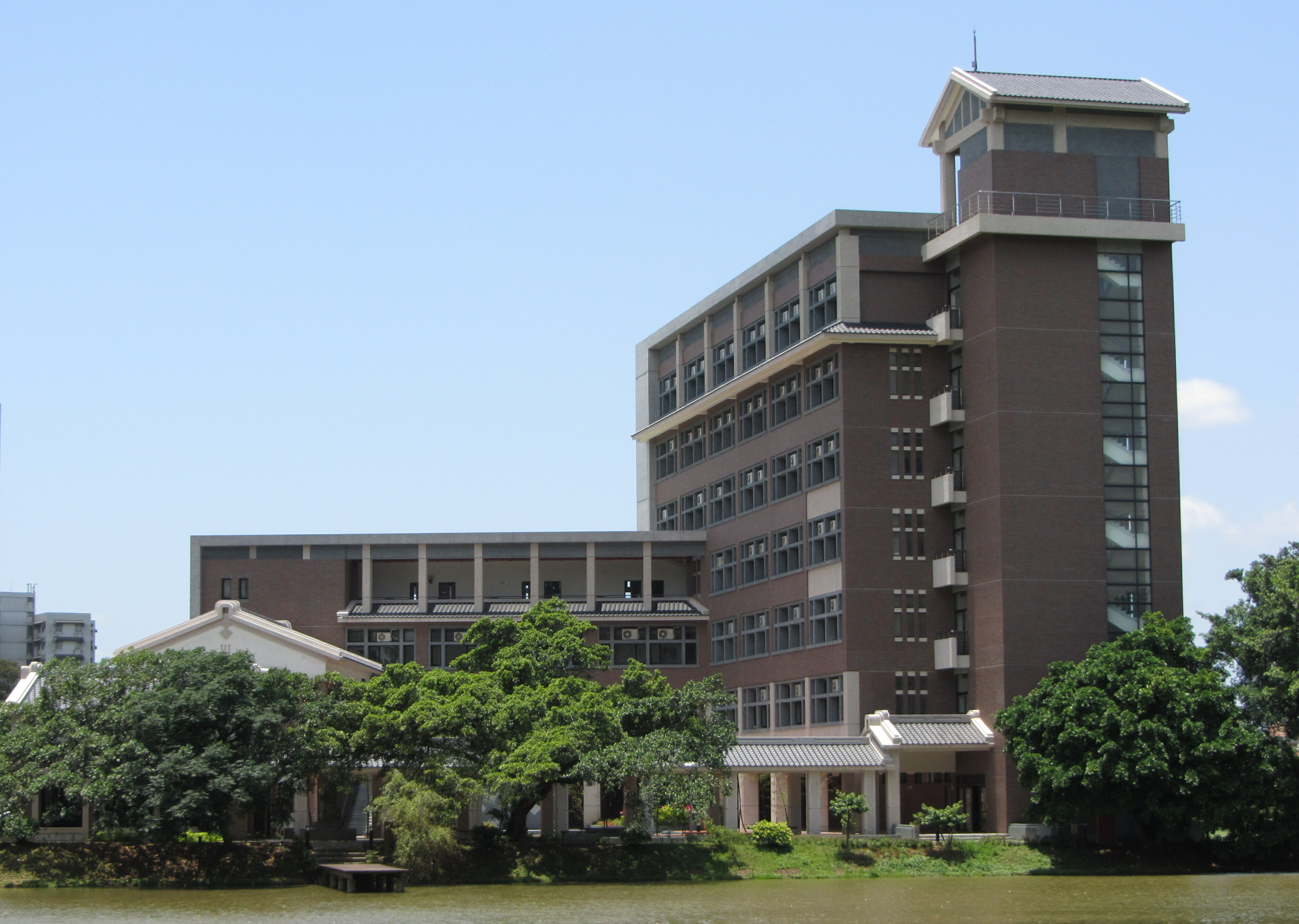
客家學院大樓全景

中大在1999年12月即成立客家研究中心。客家學院則成立於2003年8月，當時轄下只有客家社會文化研究所和先前成立的客家研究中心，2004年8月再成立客家語文研究所和客家政治經濟研究所，2006年8月成立法律與政府研究所和客家研究碩士在職專班。並於2013年8月成立客家語文暨社會科學學系、客家研究博士班。
該學院院館現址位於客家學院大樓，該大樓於2011年1月21日啟用。

## 外部連結
- 國立中央大學客家學院（页面存档备份，存于）
- 國立陽明交通大學客家文化學院